# Фея озера
«Фея озера» (кит. трад. 魚美人, пиньинь yú měirén, буквально: «красавица-рыбка»; англ. The Mermaid или The Beautiful Carp Spirit) — гонконгский фильм 1965 года режиссёра Као Ли, снятый на студии Shaw Brothers.

## Сюжет
Над древним заповедным озером с зеленоватыми волнами уже много лет стоит поместье старшего министра Цзинь Цуна — и уже тысячу лет, незаметно для людей, в озере плещется один и тот же карп — дух этого озера, украдкой наблюдающая за людьми.
В поместье министра появляется юный школяр Чжан Чжэнь. Когда-то давно, ещё до его рождения, его родители договорились о женитьбе сына на дочери министра Цзинь Мутан, однако сейчас школяр остался нищим сиротой. В другое время Цзинь Цун, уважающий только деньги, просто выгнал бы его, но министру надо беречь репутацию, и он идет на компромисс — ставит условием для женитьбы достижение школяром высшей степени чжуанъюаня, даже предоставляет в его пользование давно пустующий и запыленный школярский павильон на берегу озера для учёбы.
Кончается весна, проходит лето, и осень, и зима. Все это время школяр одинок в своем павильоне; слуги дома приносят ему еду, но и только; даже они относятся к нему, как к низшему. «Нареченная невеста» даже не вспоминает о нём. Единственное живое существо, которое он видит постоянно — выпрыгивающая из воды рыбка; постепенно изнывающий от одиночества Чжан Чжэнь начинает говорить с ней и делиться с ней своей едой.
Наступает день, когда влюбившаяся в юношу девушка-карп, приняв облик барышни Цзинь Мутан, приходит к нему, чтобы выразить свою любовь. Влюбленные начинают общаться, но увы, это приводит к тому, что однажды Чжэнь привычно обращается к барышне Цзинь, вызывая её гнев и давая её отцу повод разорвать помолвку и вышибить его из дома. Его отчаяние длится недолго — «невеста» вновь нагоняет его, чтобы идти вместе. Но проходит время, и на празднике министр вновь видит его со «своей дочерью». Школяр арестован, и ему грозит что-то серьезней изгнания, но внезапно Цзинь Цун он обнаруживает двух дочерей вместо одной. Ни служанки, ни отец с матерью не могут различить, кто из них настоящая, а кто двойник; пользуясь своим положением, министр приглашает к себе знаменитого Бао Чжэна — и в его доме едва не сталкиваются лбами двое судей Бао…
Более эффективным оказывается вызов экзорциста против «злого духа»; небесное воинство окружает и нейтрализует фею, нарушившую запрет на любовь между небожителями и смертными, и её озёрных помощников. В последний момент появляется Богиня Милосердия, предоставляющая девушке выбор — остаться феей и следовать за ней, чтобы следовать закону небес, либо стать смертным человеком, лишившись всех волшебных способностей, ради жизни с любимым.

## В ролях
| Актёр                    | Роль                                 |
| ------------------------ | ------------------------------------ |
| Айви Лин По              | школяр Чжан Чжэнь                    |
| Ли Цзин (вокал Цзин Тин) | дочь министра Цзинь Мутан, фея озера |
| Ян Чжицин                | старший министр Цзинь Цун            |
| Оуян Шафэй               | жена министра                        |
| Чин Мяо                  | судья Бао                            |
| Чэнь Юньхуа              | Богиня милосердия                    |

## Съёмочная группа и технические данные
- Производство и исходное распространение: Shaw Brothers.
- Продюсер: Шао Жэньмэй[англ.].
- Режиссёр: Као Ли.
- Режиссёрская группа: Ю Чжэнчунь, Чэнь Цижуй.
- Сценарий: Чжан Чэ.
- Композиторы: Ван Фулин, Эдди Х. Ван Цзюжэнь.
- Звукозапись: Ван Юнхуа
- Грим: Фан Юэнь
- Оператор: Тун Шаоюн.
- Редактор: Цзян Синлун

- Язык диалогов и вокала: севернокитайский («мандаринский»)[1], предположительно — традиционный для оперы хуанмэй аньцинский диалект.
- Плёнка и формат фильма: Eastmancolour в формате Shawscope (фирменная версия CinemaScope) 2,35:1. Звук — моно.
- Длительность: 100 минут (полная)[1], 95 минут (DVD-версия)[2]
- Дата премьеры: 29 января 1965 (Гонконг).

## Награды
12-й Азиатско-тихоокеанский кинофестиваль (1965)
- Лучшая женская роль — Ли Цзин
- Лучший звук — Ван Юнхуа
- Специальный приз за самый универсальный талант — Айви Лин По[1]